# Chauvoncourt
Chauvoncourt é uma comuna francesa na região administrativa de Grande Leste, no departamento de Meuse. Estende-se por uma área de 10,04 km². Em 2010 a comuna tinha 467 habitantes (densidade: 46,5 hab./km²).